# Brosseau Station
Pour les articles homonymes, voir Brosseau.
Brosseau Station ou Brosseau est un ancien village et une ancienne gare ferroviaire situés à l'actuelle ville de Brossard au Québec au Canada près du croisement actuel du Chemin des Prairies et la rue Orient.

## Incendie de 1953
Un incendie en décembre 1953 a tué trois enfants.

## Accident ferroviaire de 1956
Deux cheminots ont été tués par un accident ferroviaire en décembre 1956,.

## Dans la littérature
Cité dans Le débutant, au chapitre X du roman  de Arsène Bessette (1914). 